# Grandine il vento
Grandine il vento es el décimo tercer álbum de la banda de rock progresivo británica Renaissance, lanzado en el 2013. Un año después, fue relanzado bajo el título de Symphony of Light, con tres temas nuevos.
Después de la separación del grupo en el 2002, en el 2009 se volvieron a reunir por motivo de su 40 aniversario. Solamente Annie Haslam y Michael Dunford regresaban de la formación clásica, así como algunos músicos de la etapa del disco anterior Tuscany.
Desafortunadamente Michael Dunford fallecería el 20 de noviembre del 2013 por una hemorragia cerebral. Aun así el grupo continuaria adelante, siendo Dunford sustituido por el músico Ryche Chlanda.
La música del disco fue compuesta casi en su totalidad por Michael Dunford, con Annie Haslam haciéndose cargo de las letras como en su anterior trabajo. Participaron como músicos invitados, Ian Anderson (Jethro Tull) así como John Wetton (King Crimson, Asia, UK, etc.) y quien de hecho fue miembro del grupo brevemente en 1971. La portada del disco fue realizada por la misma Annie Haslam junto con Laura Gardner.
El relanzamiento del disco bajo el título de Symphony of Light en el 2014, aparte de portada e ilustraciones nuevas, incluía tres temas adicionales, uno de ellos «Renaissance Man» fue compuesto por Annie Haslman y Rave Tesar en honor a Michael Dunford.

## Lista de canciones
1. «Symphony of Light» (12:09) 
2. «Waterfall» (4:44)
3. «Grandine il vento» (6:13)
4. «Porcelain» (6:41)
5. «Cry to the World» (5:44)
6. «Air of Drama» (5:21)
7. «Blood Silver Like Moonlight» (5:16)
8. «The Mystic and the Muse» (7:48)
Bonus track solo en la edición japonesa «Carpet of the Sun» (live) (3:28)
Temas adicionales con el relanzamiento del 2014 como Symphony of Light
9. «Tonight» (4:24)
10. «Immortal Beloved» (5:38)
11. «Renaissance Man» (3:27)

## Integrantes
- Annie Haslam - voz principal, coros
- Michael Dunford - guitarras, coros, arreglos
- Rave Tesar - piano, teclados, arreglos
- Jason Hart - teclados, acordeón, coros, arreglos
- David J. Keyes - bajo, contrabajo, voz, coros
- Frank Pagano - batería, percusiones, coros

Músicos invitados:
- Ian Anderson - flauta pista 5
- John Wetton - vocales pista 7
- Tom Brislin - teclados adicionales pista 8
- Andy Spiller - arreglos pista 8